# Jaremy Benzon
Jaremy Benzon (ur. 1519, zm. 1570) – mediolańczyk, podróżnik, pisarz.
Jaremy Benzon w 1541 roku uczestniczył w wyprawie na Trynidad, wyspę Cubagua i Wyspę Perłową (Margarita). Przez czternaście lat mieszkał w koloniach hiszpańskich. W roku 1563, po powrocie do Europy, wydał dzieło Historia del Mondo Nuovo opisujące dzieje podbojów hiszpańskich konkwistadorów. W roku 1594 zostało ono przedrukowane i opatrzone rycinami Theodora de Bry’ego, które wykorzystywane były w innym dziele Americae.